# Orthoporidroides erectus
Orthoporidroides erectus is een mosdiertjessoort uit de familie van de Celleporidae. De wetenschappelijke naam van de soort is, als Cellepora armata var. erecta, voor het eerst geldig gepubliceerd in 1888 door Waters.